# والتر هوراشيو ويلسون
والتر هوراشيو ويلسون (بالإنجليزية: Walter Horatio Wilson)‏ هو سياسي بريطاني وأسترالي، ولد في 15 يوليو 1839 في المملكة المتحدة، وتوفي في 23 فبراير 1902 في أستراليا. انتخب Attorney-General of Queensland ‏.